# エドガー・F・コッド
エドガー・フランク・コッド（Edgar Frank "Ted" Codd, 1923年8月23日 - 2003年4月18日）は、イングランド生まれの計算機科学者。関係データベースの理論的基盤であるデータベース管理の関係モデルを発明した。他にも計算機科学に数々の貢献をしているが、関係モデルはデータ管理の一般理論として大きな影響を与え、彼にとっては人生最大の業績と言われている。

## 生涯
イングランドのドーセット州ポートランド島で生まれた。オックスフォード大学エクセター・カレッジで数学と化学を専攻する。第二次世界大戦ではイギリス空軍のパイロットとして参戦した。1948年、アメリカ合衆国ニューヨーク州に移住し、IBMでプログラマとして就職した。1953年、上院議員ジョセフ・マッカーシーの怒りを買い、カナダのオタワに移住する。10年後アメリカ合衆国に戻り、アナーバーのミシガン大学で計算機科学の博士号を取得した。テネシー大学数学科の講師を務めた後、サンノゼ に移りIBMのアルマーデン研究所に勤務し、1980年代までそこで働き続けた。1990年代になると病気がちとなり、徐々に仕事から引退していった。
1981年、コッドはチューリング賞を受賞。1994年には Association for Computing Machinery (ACM) のフェローに選ばれた。
2003年4月18日、フロリダ州ウィリアムズ・アイランドの自宅にて心不全で亡くなった。79歳。

## 業績
コッドはミシガン大学アナーバー校で1965年に博士号を取得した。博士論文のテーマはセル・オートマトンの自己複製についてであり、フォン・ノイマンの成果を発展させ、8状態で十分自己複製可能なセル・オートマトンを示した。コッドのセル・オートマトンによる自己複製コンピュータが実装されたのは2009年のことである。
1960年代から1970年代、コッドはデータ配置に関する理論を構築し、1970年 "A Relational Model of Data for Large Shared Data Banks" （大規模共有データバンクのデータ関係モデル）という論文を発表した（IBM内ではその1年前に公表している）。しかし、IBMはライバルがそれを実装し始めるまで彼の提案を実行に移そうとせず、コッドは失望した。
当初、IBMはIMS/DBの収益を守るため、関係モデルを実装することを拒んだ。コッドはIBMの顧客に自身のモデルを実装した場合の可能性を提示し、顧客からIBMに圧力をかけさせた。そこでIBMは関係モデルの実装を開発する System R プロジェクトを Future Systems プロジェクトに含める形で立ち上げたが、その開発チームとコッドは分離され、しかもコッドの理論に精通した者はチーム内にいなかった。結果として彼らはコッドの Alpha 言語を使わずにリレーショナルでないSEQUEL言語を開発した。とはいえ SEQUEL は以前のシステムより優れていた。ラリー・エリソンは SEQUEL 完成前に発表された論文に基づいて Oracle を完成させ、先に発売している。IBMは、SQL/DS を発売した。なお、SEQUEL という名前は既に他で使われていたので、SQL に改称した。
コッドはクリス・デイトと共同で関係モデルの拡張と開発を続けた。関係の正規化 (正規形) の一種であるボイス・コッド正規形には彼の名が刻まれている。
関係モデルにおけるコッドの研究から導き出された結果をコッドの定理とも呼び、関係代数と関係論理の表現能力が等しい（さらに基本的には一階述語論理とも等しい）ことを示したものである。
関係モデルは1980年代に隆盛期を迎え、コッドはしばしば古いデータベースに関係モデルをちょっとだけ導入したような悪質なベンダーと戦うキャンペーンを展開しなければならなくなった。そのキャンペーンの一環でコッドの12の規則を公表し、関係データベースを定義した。彼のキャンペーンはSQL言語にもおよび、コッドはこれを彼の理論の間違った実装であるとした。このためコッドのIBM内の立場は難しいものとなり、コッドはクリス・デイトらと新たなコンサルティング会社を設立した。
1993年には Providing OLAP to User-Analysts:An IT Mandate を発表。データウェアハウスやデータマイニングの隆盛に影響を及ぼした。OLAP という用語はコッドが作ったもので、Online Analytical Processing に関する12の法則も公表した。しかし、そのホワイトペーパーについて、あるソフトウェアベンダーが資金提供していたことが明らかになると、法則は業界から疑問視されることになった。そのため最後の著書 The Relational Model for Database Management, version 2 もあまり評価されなかった。一方で彼は関係モデルをデータベース設計にまで拡張した RM/T (Relational Model/Tasmania) を発表し、こちらは重要視されている。
2004年、SIGMODはコッドの栄誉を称え、同団体の最高の賞をSIGMODエドガー・F・コッド革新賞と改称した。

## 著作
- Codd, E.F. (1970). “A Relational Model of Data for Large Shared Data Banks”. Communications of the ACM 13 (6):  377–387. doi:10.1145/362384.362685.
- Codd, E.F. (1970). “Relational Completeness of Data Base Sublanguages”. Database Systems:  65–98.
- Codd, E.F. (1990). The Relational Model for Database Management (Version 2 ed.). Addison Wesley Publishing Company. ISBN 0-201-14192-2
- Codd, E.F.; Codd S.B. and Salley C.T. (1993年). “Providing OLAP to User-Analysts: An IT Mandate”. 2012年8月16日閲覧。
- Codd, E.F. (1981年11月9日). “1981 Turing Award Lecture - Relational Database: A Practical Foundation for Productivity”. 2012年8月17日閲覧。